# Jarrad Drizners
Jarrad Drizners (Adelaida, Australia Meridional, 31 de mayo de 1999) es un ciclista australiano que compite con el equipo Lotto Cycling Team.

## Biografía
A principios de 2019 se coronó campeón australiano sub-23 en la modalidad de criterium en Ballarat.
En 2022, como consecuencia de un positivo por COVID-19, no tomó la salida en la décima etapa de la Vuelta a España.

## Palmarés
- Aún no ha conseguido victorias como profesional.

## Resultados en Grandes Vueltas y Campeonatos del Mundo
| Carrera         | Carrera         | 2020 | 2021 | 2022 | 2023  | 2024  | 2025  |
| --------------- | --------------- | ---- | ---- | ---- | ----- | ----- | ----- |
|                 | Giro de Italia  | —    | —    | —    | —     | —     | —     |
|                 | Tour de Francia | —    | —    | —    | —     | 139.º | 129.º |
|                 | Vuelta a España | —    | —    | Ab.  | 145.º | —     | —     |
| Mundial en Ruta | Mundial en Ruta | —    | —    | —    | —     | —     | —     |

—: no participa
Ab.: abandono

## Equipos
- Hagens Berman Axeon (2020-2021)
- Lotto (2022-)
  - Lotto Soudal (2022)
  - Lotto Dstny (2023-2024)
  - Lotto Cycling Team (2025-)